# Moguériec

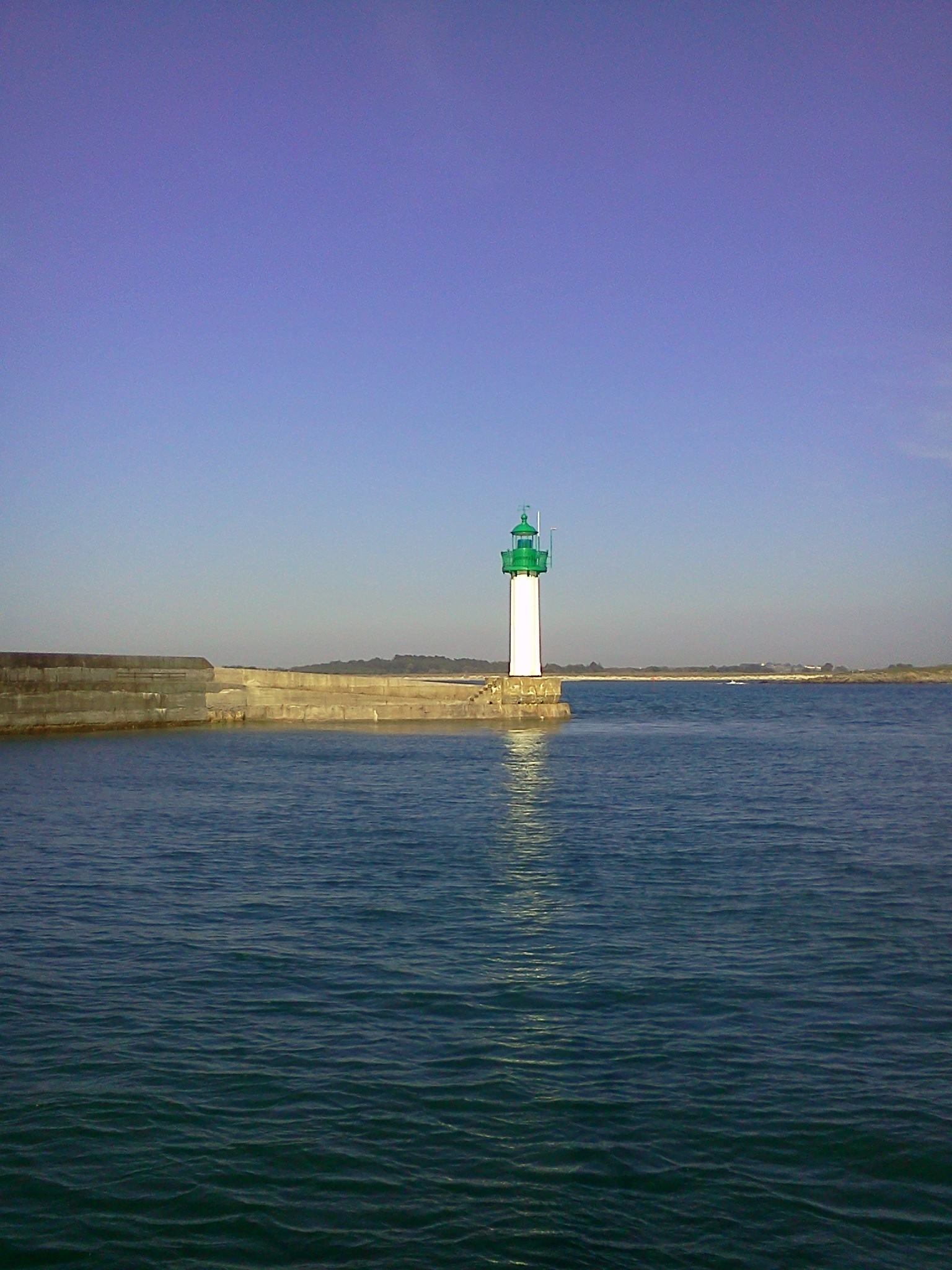
Vue de la digue et du phare de Moguériec

Moguériec est un petit port de pêche de 400 habitants situé sur la côte du Léon (nord finistère) dans la commune de Sibiril.
Le port se situe dans le fond de la baie de l'Île de Sieck à 4 miles au sud-ouest de l'entrée du chenal de l'île-de-Batz.

## Géographie
Moguériec est situé le long de la côte de la Manche au niveau d'une petite ria qui correspond à l'estuaire d'un petit affluent de rive gauche de la ria du Guillec.

## Cadre géologique

Carte géologique du Massif armoricain.

Moguériec est au nord-est du domaine structural de la zone de Léon qui constitue un vaste antiforme métamorphique de 70 km sur 30 km orienté NE-SW. Postérieurement au métamorphisme hercynien, se développe un important plutonisme : le chapelet nord de granites rouges tardifs (ceinture batholitique de granites individualisé pour la première fois par le géologue Charles Barrois en 1909, formant de Ouessant à Barfleur (Aber-Ildut, Carantec, Ploumanac'h,
puis Flamanville et Barfleur) un alignement de plutons de direction cadomienne, contrôlé par les grands accidents directionnels WSW-ENE), datés aux alentours de 300 Ma, correspond à un magmatisme permien. L'orogenèse hercynienne se termine par la formation de deux accidents crustaux majeurs qui décalent les granites carbonifères : le décrochement dextre nord-armoricain (faille de Molène – Moncontour) et le cisaillement senestre de Porspoder-Guissény (CPG). Le plutonisme sur le territoire de Moguériec se traduit par la mise en place du massif de monzogranite de Brignogan-Plouescat qui forme un pluton unique, coupé par le décrochement de Porspoder (baie de Goulven). Le monzogranite de Moguériec est constitué par un faciès à deux micas. Cette venue granitique est associée au fonctionnement de la faille de Porspoder.

## Histoire

### Antiquité
Le port de Moguériec est entouré de substructions gallo-romaines. C'était déjà un port à l'époque gallo-romaine.

### Toponymie
Le nom "Moguériec" provient d'une déformation de "Moguer Hiek" (le "Mur de Hiek"), du nom d'un moine irlandais, Hiek, mais né dans l'île d'Iona, une île de l'ouest de l'Écosse, et qui aurait été un disciple de saint Colomban et aurait débarqué au VIe siècle dans la baie de Sieck.
« Une chapelle, aujourd'hui disparue, était jadis édifiée en l'honneur de saint Hiec, (ou saint Hyec) sur l'île de Sieck ». Il est avéré qu'en 1625, l'oratoire existait déjà.
C'est vraisemblablement ce saint méconnu, Hyrec ou Herec puis Iec, qui est à l'origine du nom du village de Moguériec, situé au sud de la baie. Ce village était à l'origine un lieu où saint Hiec aurait élevé un mur, moguer en breton, autour d'un sanctuaire. Moguer Hiec a été contracté par des Français en Moguériec.

### Un port depuis 1869

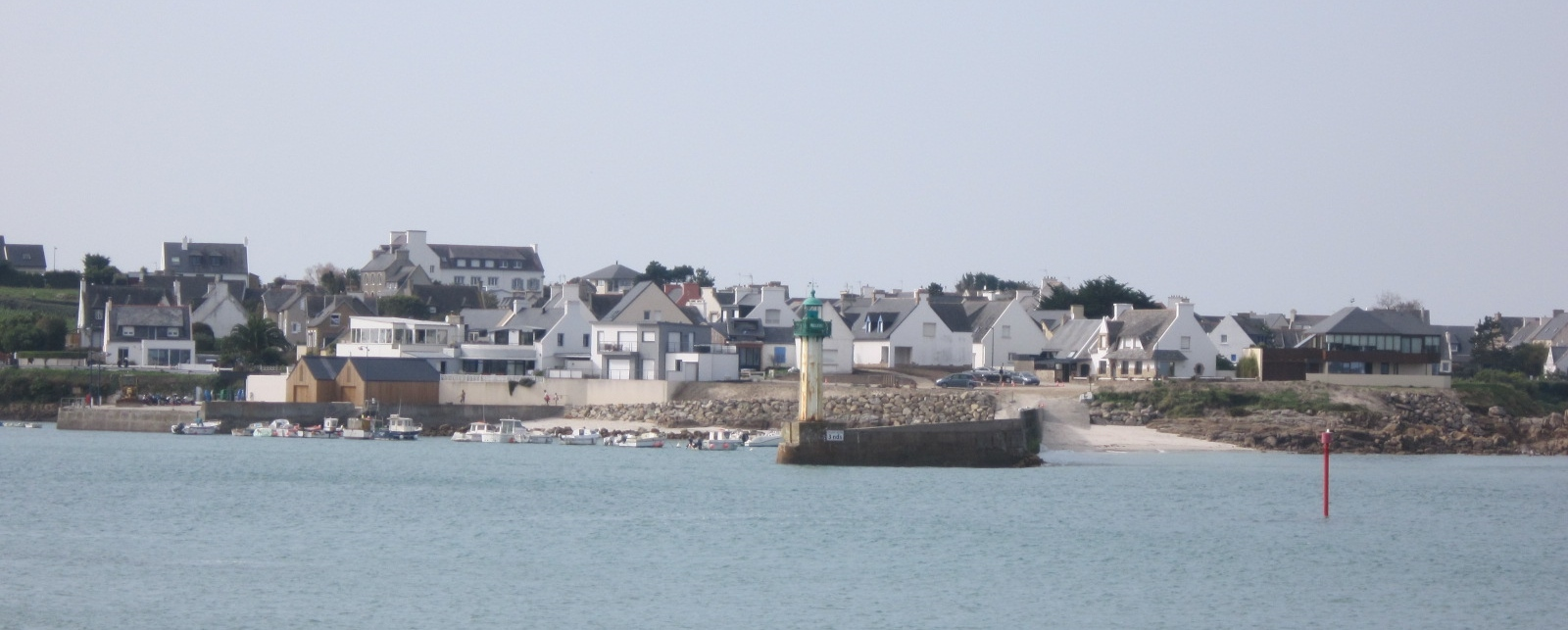
Le port de Moguériec vu de la pointe de Pen an Dour en Plougoulm

L'histoire du port de Moguériec est disponible sur un site Internet qui publie notamment les caractéristiques d'une trentaine de bateaux basés à Moguériec dans la période allant de 1869 à 1952 ; le  Céline, une chaloupe de pêche commandée par Joseph Postec, de Cléder, armée le 22 juillet 1869, est le plus ancien des bateaux décrits et l'  Itron Varia an Esperans, construit à Camaret en 1951, qui fut le premier dundee à moteur de Moguériec, le plus récent des bateaux décrits.
Sept canots étaient amarrés dans le port de Moguériec en 1881 ; onze en 1894 jaugeant 2,5 tonneaux les uns, 4 tonneaux les autres (leur équipage était composé de trois hommes et d'un mousse et ces bateaux se vivraient à la pêche à la sardine l'été et à celle des crustacés, congres, raies,.. l'hiver) ; dix en 1901.
« Koz Kanol » (« Vieux port »), la ria servant de port, devint un vrai port, avec un vrai môle-abri projeté depuis le 8 juillet 1881 et enfin mis en chantier en 1903 (achevé en 1904) après de nombreux atermoiements (la commune de Sibiril arguait qu'elle était trop pauvre pour financer le projet ; l'état refusait de le faire ; c'est Henri de l'Estang du Rusquec, maire de Sibiril, qui le finança.
Une gabarre d'Henvic sur le point de couler face à Sibiril fut secourue par des pêcheurs de Moguériec qui la remorquèrent jusqu'à la côte écrit le journal L'Ouest-Éclair du 28 avril 1906. Des pêcheurs de Moguériec furent aussi victimes de naufrages, par exemple les deux marins-pêcheurs de l' Hirondelle en février 1910 ; la même année le bateau de pêche Marie-Françoise fut jeté à la côte de l'île de Sieck et fut perdu, mais l'équipage fut sauvé. Le 19 août 1912 le sloop de pêche Iona, du port de Moguériec, coula après s'être échoué sur la roche Roc'h-ar-Vran-Vian alors qu'il tentait de s'abriter d'une tempête à l'entrée du port de Pontusval en Brignogan ; l'équipage de 3 hommes fut sauvé.
Ce port était encore très actif pendant l'Entre-deux-guerres : par exemple  le journal L'Ouest-Éclair du 2 juillet 1936 indique un apport au grand vivier de Roscoff de 80 caisses de langoustes et de 20 caisses de homards en provenance de la flottille de Moguériec.

### Le port décrit en 1942
Le journal La Dépêche de Brest et de l'Ouest écrit en 1942 : « La flottille de Moguériec se compose de 11 gros bateaux avec 3 ou 4 annexes pour chacun de ceux-ci. Là, les pecheurs, qui s'étaient spécialisés dans la pêche au casier, recherchaient surtout la langouste. On avait abandonné, et même oublié, la pèche à la sardine, jadis si prospère. Or il advint qu'en décembre 1941 on s'aperçut que la sardine abondait devant Moguériec. Il fallut, en toute hâte, faire l'acquisition de filets ». Mais cette pêche ne dura pas, la sardine se raréfiant, et il fallut rapidement abandonner cette pêche.

### L'après Deuxième Guerre mondiale
Paul Bailly indique qu'en 1988 la plupart des hommes de Moguériec travaillaient l'hiver à la sucrerie de Villenoy en Seine-et-Marne.

## Accès au port
Le port est accessible à partir de 3 heures après marée basse (sous réserve du tirant d'eau du navire) et est protégé par une jetée terminée par un feu.
Pour rentrer au port, il faut suivre l'alignement du feu en mer (à l'extrémité de la jetée) et du feu à terre (alignement 162°) eux-mêmes alignés sur le clocher de Sibiril qui est actuellement invisible . Le port est accessible de nuit.

## Le phare de Moguériec

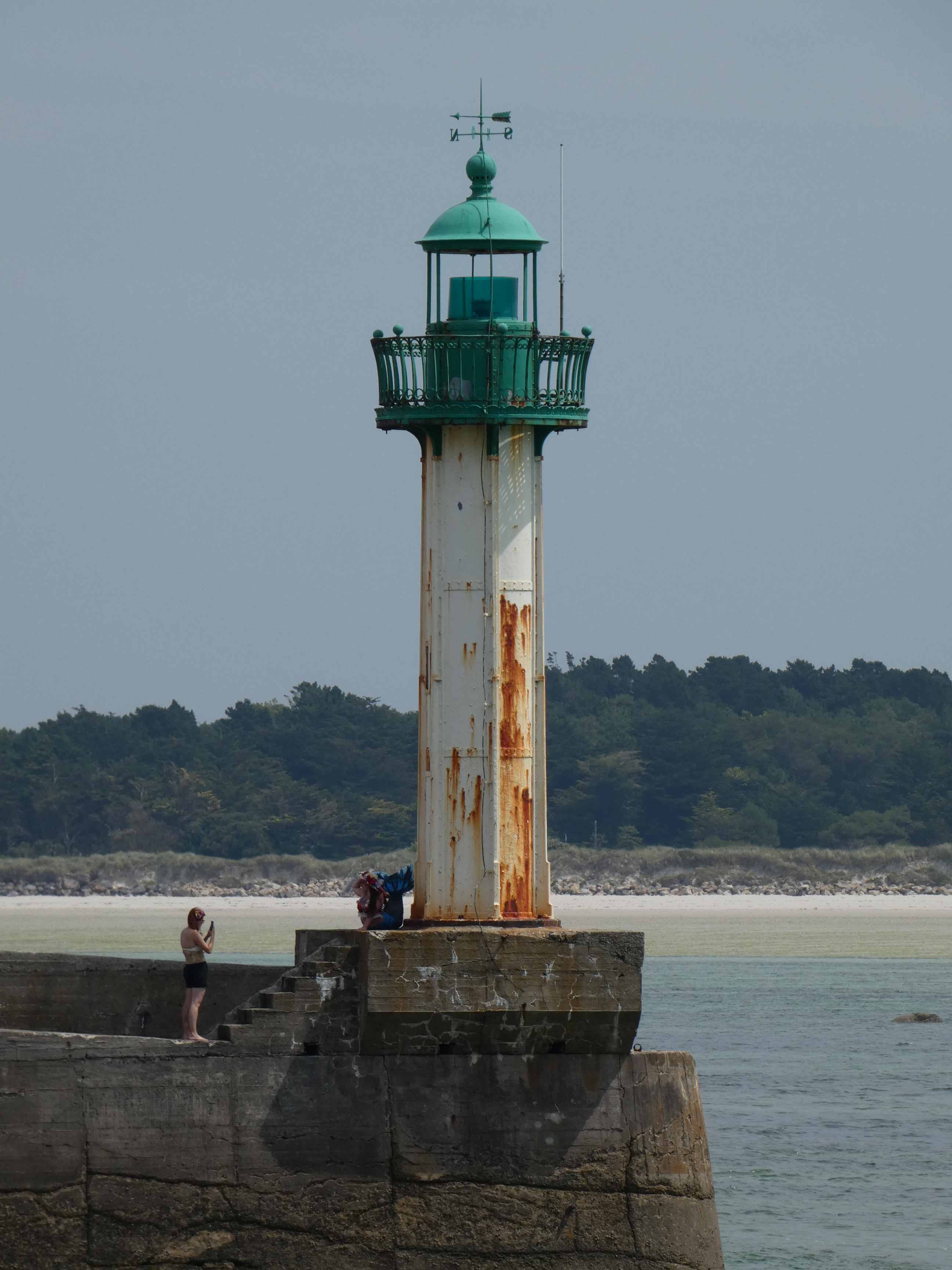
Le phare le 22 juillet 2021.

Le phare de Moguériec a été conçu selon un plan dessiné par Gustave Eiffel et Louis Sautter qui déposent le brevet d'un nouveau type de phare construit grâce à l’interposition de couronnes rigides et de poutrelles métalliques.
Construit à Levallois-Perret dans les ateliers de Gustave Eiffel, il a été d'abord installé en août 1876 sur une jetée du port de Honfleur. Pendant la Seconde Guerre mondiale il fut bombardé par les Allemands en juin 1940 (mais l'obus n'éclata pas..). Démonté en août 1948, il fut transporté au Havre. En 1960, lors des travaux d'aménagement du port, il fut installé à Moguériec.
En 2018, la "Direction interrégionale de la mer Nord-Atlantique Manche ouest" a un projet de déclassement et de démantèlement du phare de Moguériec, auquel elle a accepté de surseoir pendant deux ans, à la demande de l'association "Sauvons le phare de Moguériec".

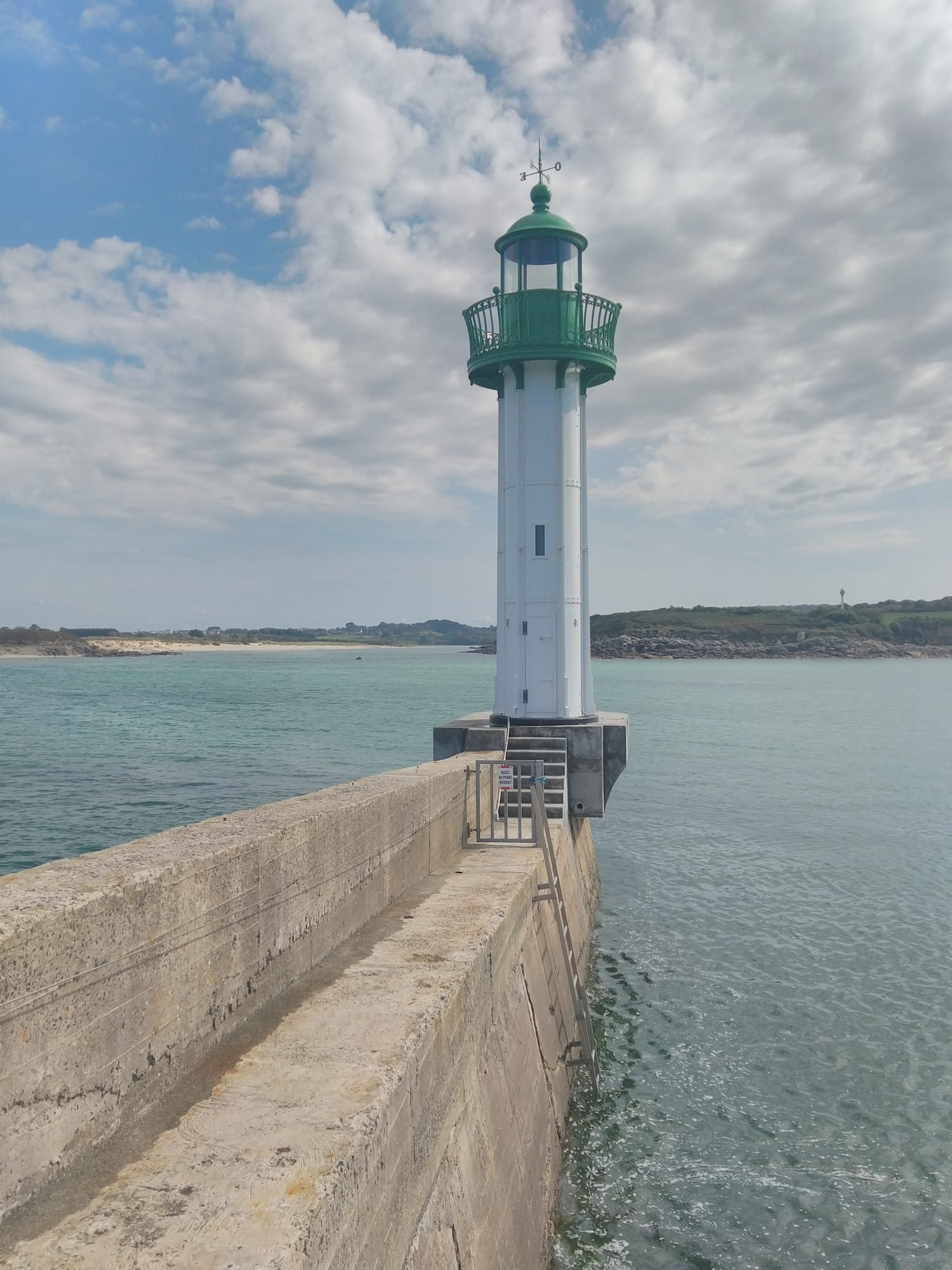
Le phare rénové (septembre 2023).

Sa structure métallique, en très mauvais état, a été démontée le 8 septembre 2021 par des membres de la subdivision des phares et balises de Brest. Il va être restauré par l'entreprise Crézé, de Saint-Jacques-de-la-Lande, spécialisée dans la métallerie d'art. Pour l'association "Restaurons le phare de Moguériec", qui s'opposait à son démantèlement, c'est une satisfaction. Initialement, le phare devait retrouver sa place, restauré, au printemps 2022.
Maintenant restauré avec un nouveau fût extérieur en acier inoxydable 316L de qualité marine (en) et près de huit cents rivets remplacés, sa réinstallation prévue au printemps 2023, s'est déroulée le 21 avril 2023, compte tenu d'un coefficient de marée de 100, nécessaire pour le grutage du fût par le baliseur Armorique du Service public des phares et balises,.
Un phare similaire de couleur rouge se trouve sur la jetée du vieux port de Menton.

## La pêche
Le port abrite une flotte de caseyeurs et de fileyeurs qui partent pour la semaine, souvent dans la zone très fréquentée et agitée du Rail d'Ouessant ; ils pêchent poissons et crustacés, tourteaux et araignées principalement (qui ont remplacé le homard et la langouste pêchés antérieurement). Quelques bateaux pratiquent la pêche côtière, pêchant rougets, soles, turbots et autres poissons nobles. Les produits de la pêche, longtemps vendus à des mareyeurs, sont à présent vendus à la criée de Roscoff.

## Divers
L'été, il existe une liaison maritime avec l'Île-de-Batz assurée par la compagnie des Vedettes de l'île de Batz (durée de la traversée 45 min).

Moguériec est connu également pour son championnat mondial de cracher de bigorneaux qui s'y tient tous les ans. Il y a également chaque 15 août la Fête de la mer, avec bénédiction de celle-ci et des animations.
Moguériec est aussi connu pour ses vagues et la pratique du surf.

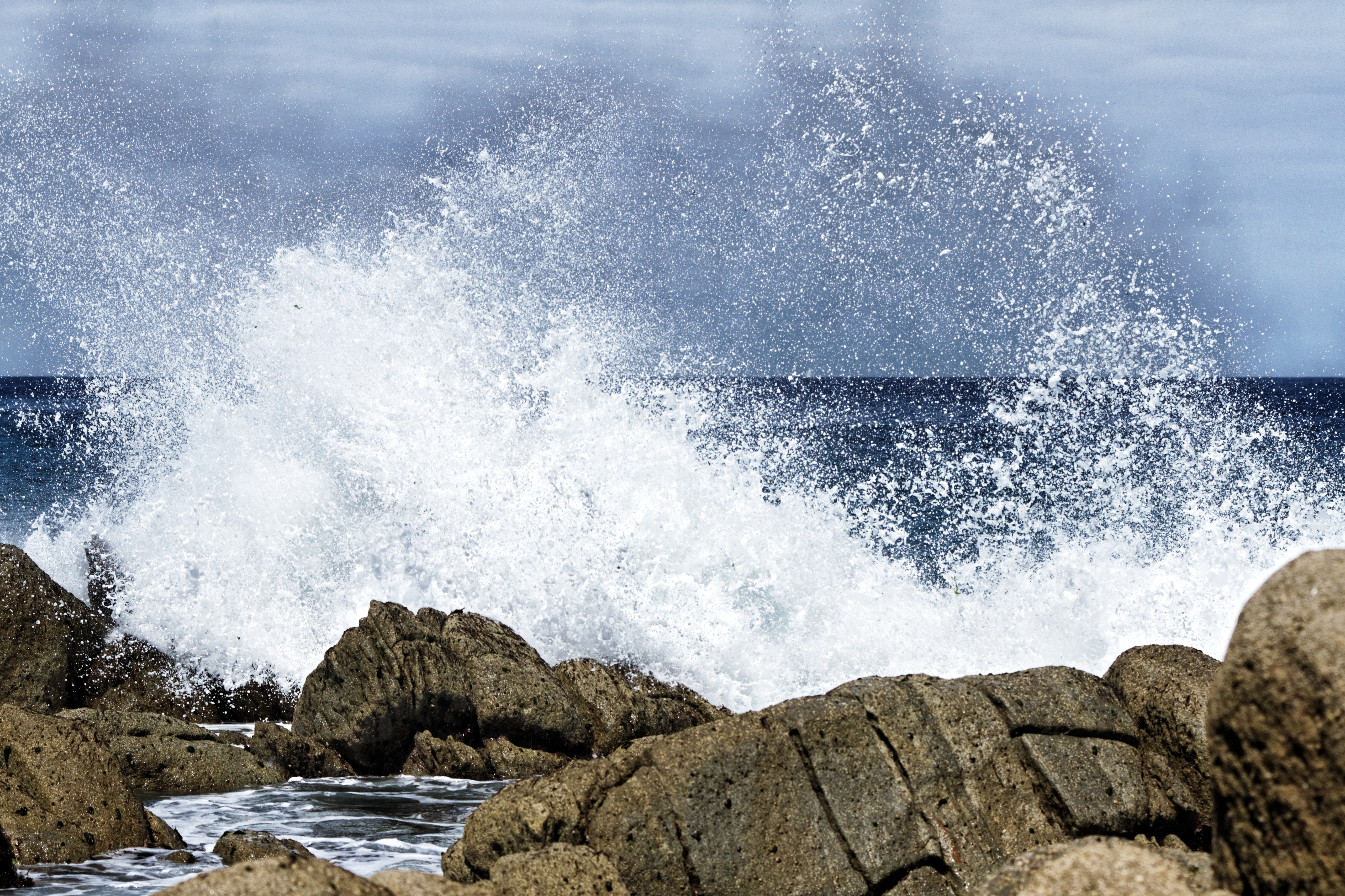
Vagues à Moguériec
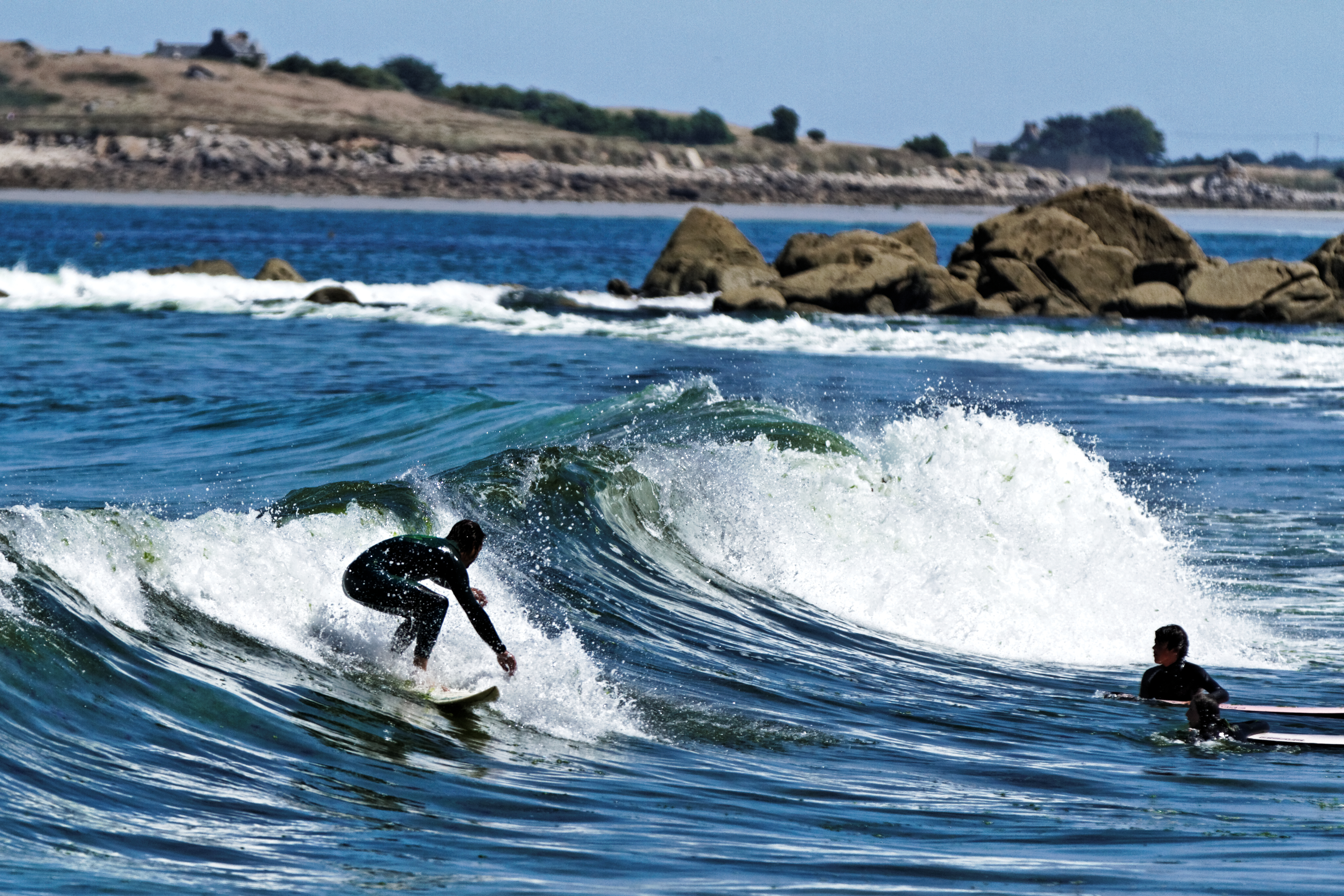
Surf à Moguériec
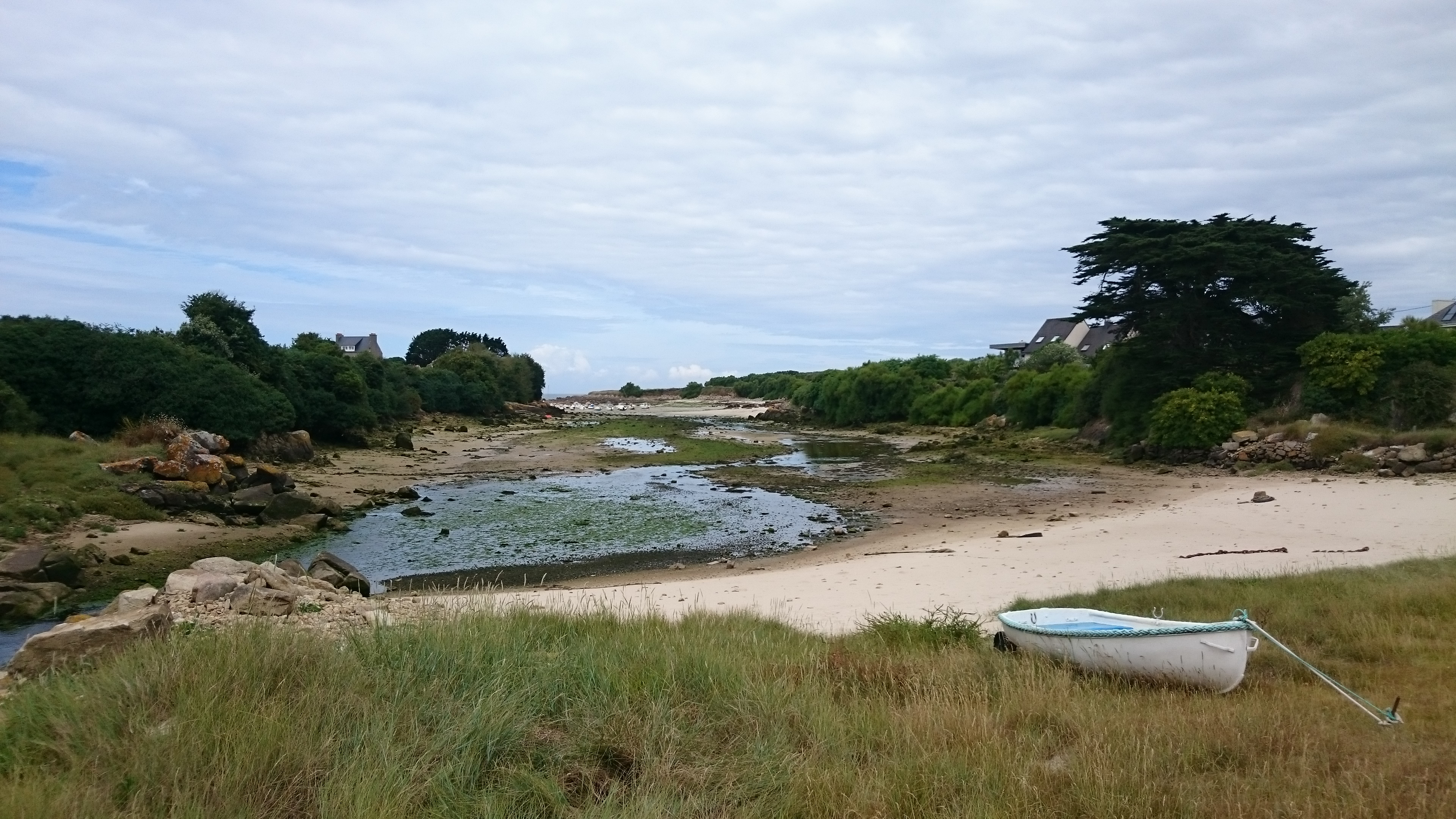
Une plage de Moguériec
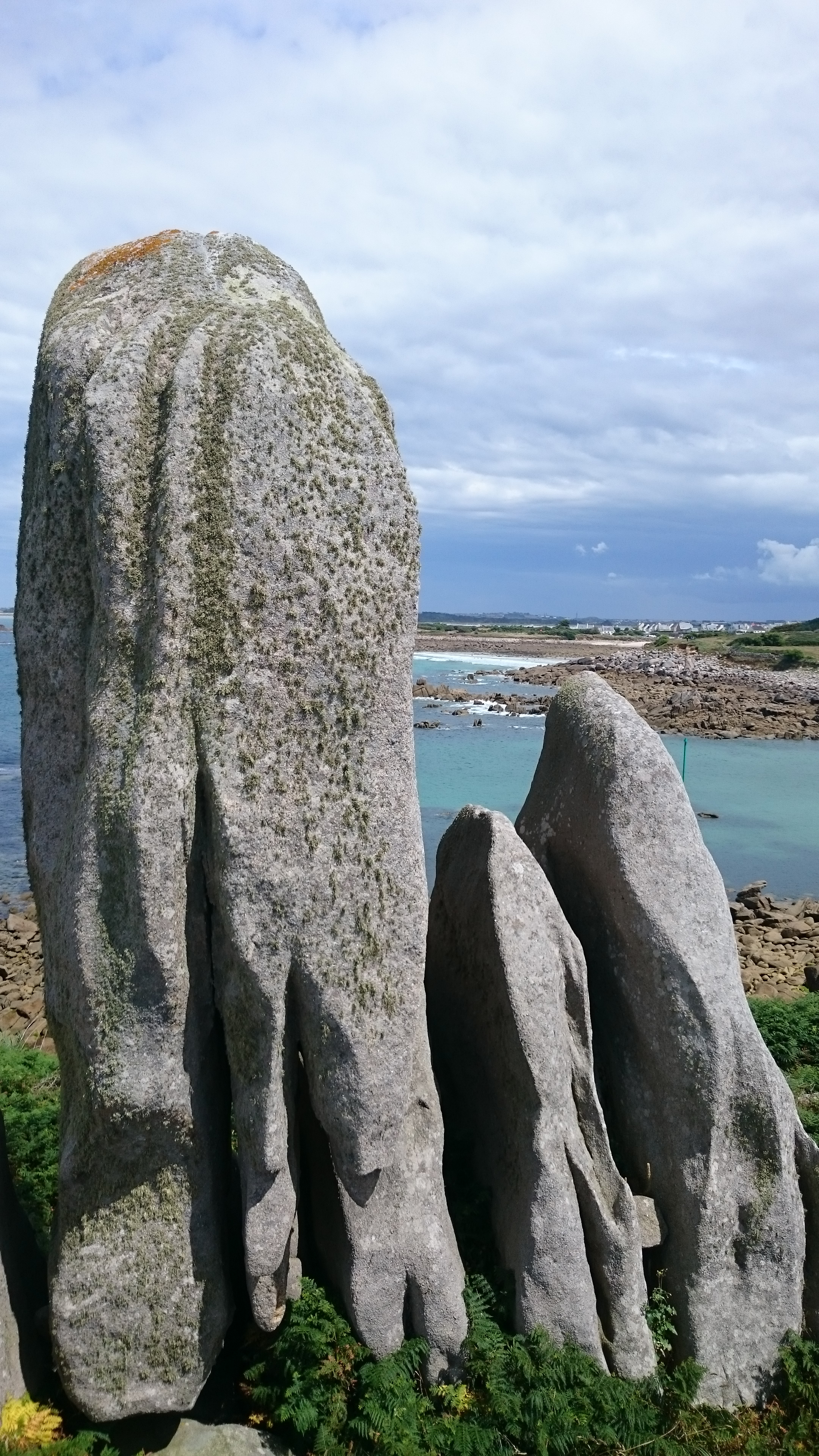
Un rocher de Moguériec : la "tête de singe"